# Trittico di sant'Ildefonso
Il Trittico di Sant'Ildefonso è un trittico a olio su tavola (352x236 lo scomparto centrale mentre gli scomparti laterali (352x109 cm) realizzato tra il 1630 ed il 1631 da Peter Paul Rubens.
Nel pannello centrale è raffigurata l'apparizione a sant'Ildefonso della Vergine Maria, che gli consegna una casula. Nei pannelli laterali sono rappresentati i committenti rivolti in ginocchio verso la scena principale.
È conservato nel Kunsthistorisches Museum di Vienna.